# Auf zum Tanze
Auf zum Tanze ist eine Schnellpolka von Johann Strauss (Sohn) (op. 436). Das Werk wurde am 21. Oktober 1888 im Konzertsaal des Wiener Musikvereins unter der Leitung von Eduard Strauß erstmals aufgeführt.

## Einzelnachweis
1. ↑  Quelle: Englische Version des Booklets (Seite 59) in der 52 CDs umfassenden Gesamtausgabe der Orchesterwerke von Johann Strauß (Sohn), Hrsg. Naxos (Label). Das Werk ist als achter Titel auf der 20. CD zu hören.